# Eugene Gary

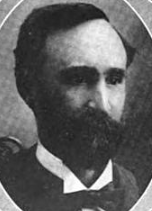
Eugene Gary

Eugene Blackburn Gary (* 22. August 1854 in Abbeville, Abbeville County, South Carolina; † 10. Dezember 1926 in Atlanta, Georgia) war ein US-amerikanischer Jurist und Politiker. Zwischen 1890 und 1893 war er Vizegouverneur des Bundesstaates South Carolina.

## Werdegang
Die Geburts- und Sterbeorte von Eugene Gary werden in den Quellen unterschiedlich angegeben. Laut The Political Graveyard wurde er in Abbeville geboren und starb in Atlanta. Find a Grave gibt Atlanta als seinen Geburtsort an und nennt Charleston als seinen Sterbeort. Er besuchte die Judge W.C. Benet's Classical School in Cokesbury und studierte dann bis 1872 am South Carolina College, der späteren University of South Carolina. Nach einem anschließenden Jurastudium und seiner 1875 erfolgten Zulassung als Rechtsanwalt begann er in diesem Beruf zu arbeiten. Gleichzeitig schlug er als Mitglied der Demokratischen Partei eine politische Laufbahn ein.
1890 wurde Gary an der Seite von Benjamin Tillman zum Vizegouverneur von South Carolina gewählt. Dieses Amt bekleidete er zwischen 1890 und 1893. Dabei war er Stellvertreter des Gouverneurs und Vorsitzender des Staatssenats. Im Jahr 1893 trat er von diesem Amt zurück, nachdem er zum Richter am South Carolina Supreme Court ernannt worden war. Er blieb dort bis zu seinem Tod am 10. Dezember 1926. Seit 1912 hatte er als Chief Justice den Vorsitz dieses Gerichtes inne.